# Промах гражданина Лошакова
«Про́мах граждани́на Лошако́ва» — повесть советского писателя Юрия Коваля, опубликованная в 1989 году. Юмористический детектив, рассказывающий о том, как милиционеры города Карманова при помощи Васи Куролесова и пса Матроса задержали опасного бандита по кличке Харьковский Пахан. Повесть издавалась также под названием «Куролесов и Матрос подключаются».
Третья по времени написания часть детективной трилогии о Васе Куролесове, началом которой является повесть «Приключения Васи Куролесова» (1971), а продолжением — «Пять похищенных монахов» (1976).

## История создания
Повесть впервые опубликована в 1989 году в журнале «Пионер» (№ 9—10) с иллюстрациями Леонида Тишкова и послесловием Марины Москвиной. Впоследствии повесть издавалась также под названием «Куролесов и Матрос подключаются» с рисунками Виктора Чижикова.
Как и в повести «Приключения Васи Куролесова», сюжет «Промаха гражданина Лошакова» отчасти связан с работой в милиции отца писателя — Иосифа Яковлевича Коваля, который одно время был начальником уголовного розыска города Курска. Курск неоднократно упоминается в тексте повести.

## Сюжет
Действие происходит в городах Карманове и Картошине, а также окрестных деревнях.
Вася Куролесов со своим псом Матросом вновь приезжает из деревни Сычи, где он работает трактористом, чтобы подключиться к расследованию. Вместе с капитаном Болдыревым и старшиной Таракановым ему удаётся задержать бандитов, ограбивших на дороге гражданина Лошакова. А лёжа в засаде в лесу во время следующего задания, Вася замечает подозрительную личность и начинает за ней слежку. Этой личностью оказывается сам Харьковский Пахан, и в погоне за ним Вася неожиданно для себя оказывается в подвале с брюквой, где встречает свою любовь.

## Персонажи

### Главные герои
- Василий Феофилыч (Вася) Куролесов
- Матрос (пёс)
- Шурочка — дочь Зинки, возлюбленная Васи.

### Кармановская милиция
- Болдырев — капитан милиции.
- Тараканов — старшина милиции.
- Загорулько — дежурный в отделении милиции.
- Басилов — шофёр.

### Преступные элементы
- Харьковский Пахан (Квадратная Будка)
- Зинка — подруга Пахана.
- Хрипун — сообщник Пахана из деревни Глухово.
- Носкорвач
- Васька
- Фомич
- Наган
- Обрез

### Другие персонажи
- Гражданин Лошаков — заместитель председателя колхоза «Великие Лучи».
- Зябликов (Журавель) — кармановский бильярдист.
- Райка
- Симка
- Натолий Фёдорыч (Воруйнога)

## Отзывы
В послесловии к журнальному изданию повести Марина Москвина приводит отзыв иллюстратора повести Леонида Тишкова:
Текст лежит не кирпичом. Преобладает белая бумага, а не чёрные буквы. Читать Коваля неутомительно для глаза. Начал предложение, а вот уже и конец. Только иногда, чтобы подчеркнуть поэтическую метафору, он удлиняет фразу, растягивает, как мехи гармони, а в конце даёт щемящую, пронзительную ноту.
В качестве примера приводится фраза Васи Куролесова из главы 15 «Второе убийство»:
Зачем ты убил меня, Пахан? Ведь я же хороший. Я ведь был от Фомича, а ты меня убил, и пуля попала в сердце. На, гляди, что ты наделал. — Тут Вася задрал рубаху и показал свой синий живот и совершенно целое сердце.

## Издания
- Промах гражданина Лошакова: повесть // «Пионер». 1989. № 9—10.
- Приключения Васи Куролесова; Промах гражданина Лошакова; Пять похищенных монахов: повести. Ижевск: Странник, 1992. — 224 с.
- Куролесов и Матрос подключаются: повесть. М.: Самовар 1990, 2000. — 109 с ISBN 5-85066-157-3 (и переиздания)

В конце 2016 года трилогия о Куролесове была переиздана под одной обложкой Издательским проектом «А и Б» с новыми иллюстрациями Марии Грачёвой и обширный комментарием, составленным литературоведами Олегом Лекмановым, Романом Лейбовым и издателем Ильёй Бернштейном. Презентация книги состоялась 25 ноября в Дом-музей Бориса Пастернака в Переделкино и 4 декабря в Центральном Доме художника во время книжной выставки-ярмарки Non/fiction. Новое издание было высоко оценено критиками: так, Галина Юзефович отметила, что благодаря усилиям комментаторов «трилогия оказывается совсем не той книгой, которую многие из нас знают с детства и с удовольствием читают собственным детям, — похожей, но при этом куда более длинной, сложно устроенной и разнообразной».